# Emmy Internacional 2017
A 45.ª cerimônia de entrega dos International Emmys (ou Emmy Internacional 2017) aconteceu em 20 de novembro de 2017, no hotel New York Hilton Midtown em Nova York, Estados Unidos. O anfitrião foi o comediante Maz Jobrani.
Aasif Mandvi, Melissa Villaseñor, Larry King, Italia Ricci, Tom Cullen, Kevin McKidd, Margot Bingham, Carmen Aub, Rodrigo Santoro, Helene Yorke, Freddy Rodriguez, Marina Ruy Barbosa, Renato Góes, Les Twins e Sebastian Koch foram os apresentadores dos prêmios. 

## Elegibilidade
A competição 2017 do Internacional Emmy Awards foi aberta oficialmente em 8 de dezembro de 2016, o prazo para as inscrições se encerram em 16 de fevereiro de 2017. Qualquer organização não-estadunidense ou indivíduo podem apresentar candidaturas, incluindo co-produções com os EUA, desde que tenham sido inicialmente exibidas fora do País.
| Aberto                  |
| ----------------------- |
| 8 de dezembro de 2016   |
| Fechado                 |
| 16 de fevereiro de 2017 |

## Votação
Existem três rodadas de julgamento. A primeira acontece na primavera; a rodada semi-final ocorre no verão - apresentada sempre por uma empresa membro; e as finais ocorrem em setembro. As nomeações são anunciadas em outubro. Quatro candidatos são selecionados em cada categoria e os vencedores são revelados na cerimônia de premiação do International Emmy Awards, realizada em novembro.
| Data           | País                       | Anfitrião                                               |
| -------------- | -------------------------- | ------------------------------------------------------- |
| 12 de junho    | Berlin, Alemanha           | Ziegler Film / FFP New Media GmbH / Graf Filmproduktion |
| 15 de junho    | Nova York, EUA             | TV Globo                                                |
| 15 de junho    | Londres, UK                | Pinewood Television                                     |
| 20 de junho    | Moscou, Russia             | RT                                                      |
| 22 de junho    | Colônia, Alemanha          | Broadview TV                                            |
| 26 de junho    | Paris, France              | Cyber Group Studios                                     |
| 26 de junho    | Viena, Áustria             | ORF Enterprise                                          |
| 30 de junho    | Tóquio, Japão              | Fuji TV                                                 |
| 30 de junho    | Lisboa, Portugal           | Sonae                                                   |
| 6 de julho     | Cidade do México, México   | Discovery Networks Latin America                        |
| 7 de julho     | Shanghai, China            | Shanghai Croton Culture Media                           |
| 10 de julho    | Cidade do México, México   | Sony Pictures Entertainment                             |
| 13 de julho    | Tel Aviv, Israel           | Armoza Formats                                          |
| 13 de julho    | Washington D.C., EUA       | Eurovision Americas                                     |
| 17 de julho    | Rome, Itália               | RAI                                                     |
| 27 de julho    | Joanesburgo, África do Sul | NFVF                                                    |
| 10 de agosto   | Miami, EUA                 | Cisneros Media                                          |
| 15 de agosto   | Miami, EUA                 | HBO Latin America Group                                 |
| 17 de agosto   | Budapeste, Hungria         | Hungarian Public Service Media                          |
| 18 de agosto   | Rio de Janeiro, Brasil     | TV Globo                                                |
| 21 de agosto   | Copenhague, Dinamarca      | DR                                                      |
| 22 de agosto   | Buenos Aires, Argentina    | Fox Latin America                                       |
| 25 de agosto   | Pequim, China              | C-TV Splendid Media Group                               |
| 28 de agosto   | Pequim, China              | CBI Media                                               |
| 29 de agosto   | Cidade do México, México   | TV Azteca                                               |
| 31 de agosto   | Tóquio, Japão              | WOWOW                                                   |
| 5 de setembro  | Melbourne, Austrália       | Festcom International                                   |
| 9 de setembro  | Abu Dhabi, EAU             | Pyramedia                                               |
| 10 de setembro | Biarritz, França           | TV France International                                 |
| 15 de setembro | Montreal, Canada           | Aetios                                                  |
| 19 de setembro | Los Angeles, EUA           | 41 Entertainment LLC                                    |

## Cerimônia
As nomeações para os Emmys internacionais foram anunciados pela Academia Internacional de Artes e Ciências da Televisão em 27 de setembro de 2017. Foram indicados 44 programas em 11 categorias de 18 países. O Brasil se destacou com o maior número de nomeações - um total de nove - em várias categorias. A TV Globo, entretanto, marcou a maioria das nomeações, com seis.
Os vencedores foram anunciados em 20 de novembro de 2017 em uma Gala Black-Tie realizada no hotel New York Hilton Midtown, apresentada pelo comediante Maz Jobrani. Kenneth Branagh ganhou o Emmy Internacional de Melhor Ator por seu desempenho na série de televisão britânica Wallander, enquanto Anna Friel ganhou o troféu de Melhor Atriz por sua atuação em Marcella. Branagh e Friel estavam entre os 11 artistas e programas vencedores abrangendo oito países: Bélgica, Canadá, França, Alemanha, Noruega, Turquia, Reino Unido e Estados Unidos.
O Emmy de melhor série dramática foi para Mammon da Noruega. Steve Coogan ficou com o prêmio de melhor comédia pelo especial Alan Partridge's Scissored Isle da Sky Atlantic. Da Turquia, Kara Sevda venceu como Melhor Telenovela. Ne m'abandonne pas da França foi reconhecido como melhor filme de TV/minissérie.
Hip-Hop Evolution do Canadá ganhou como Melhor Programa Artístico. Do Reino Unido, Exodus: Our Journey to Europe levou o prêmio de Melhor Documentário. A série Sorry Voor Alles da Bélgica foi premiada com o Emmy de Melhor Programa de Entretenimento sem roteiro.
Sr. Ávila da HBO Latin America foi reconhecido com o Emmy de Melhor Programa não anglófono do Horário Nobre; e Familie Braun da Alemanha ficou com o prêmio de Melhor Série de Curta Duração.
Além disso, o Emmy Directorate Award foi apresentado a Emilio Azcarraga Jean, diretor do Grupo Televisa, o maior provedor de conteúdo em espanhol do mundo, bem como o maior operador de TV e TV a cabo. 

## Vencedores
| Melhor Ator | Melhor Atriz |
| --- | --- |
| - Kenneth Branagh em Wallander - () (Left Bank Pictures/Yellow Bird/BBC/TKBC) - Júlio Andrade em 1 Contra Todos - () (Fox Brasil) - Zanjoe Marudo em Maalaala Mo Kaya - () (ABS-CBN) - Kad Merad em Baron Noir - () (Kwaï/Canal+/Pictanovo) | - Anna Friel em Marcella - () (Buccaneer Media/Netflix) - Adriana Esteves em Justiça - () (TV Globo) - Sonja Gerhardt em Ku'damm 56 - () (UFA Fiction/ZDF) - Thuso Mbedu em Is'Thunzi - () (Mzansi Magic/Rapid Blue)                                   |
| Melhor Telenovela | Melhor Série Dramática |
| - Kara Sevda - () (Ay Yapım) - Totalmente Demais - () (TV Globo) - Velho Chico - () (TV Globo) - 30 vies - () (Aetios Productions) | - Mammon - () (NRK/SVT/DR/Yle/Nordvision) - Moribito: Guardian of the Spirit - () (NHK) - Justiça - () (TV Globo) - Wanted - () (Matchbox Pictures) |
| Melhor Filme para TV ou Minissérie | Melhor Programa Artístico |
| - Ne m'abandonne pas - () (Scarlett Production/France Télévisions) - Reg - () (LA Productions/BBC) - Alemão - () (TV Globo/O2 Filmes) - O Julgamento de Tóquio - () (Don Carmody Television/NHK/FATT Productions)                           | - Hip-Hop Evolution - () (Banger Films) - Never-Ending Man: Hayao Miyazaki - () (NHK) - Portátil - () (Porta dos Fundos) - Robin's Road Trip - () (Talent United/AVROTROS/CoBO)                                                                        |
| Melhor Série de Comédia | Melhor Documentário |
| - Alan Partridge's Scissored Isle - () (Baby Cow Productions) - Callboys - () (Woestijnvis/FBO) - Rakugo The Movie - () (East Entertainment/NHK) - Tá no Ar: a TV na TV - () (TV Globo)                                                     | - Exodus: Our Journey to Europe - () (KEO Films/BBC 2) - Le Studio de la Terreur - () (Capa Presse/CANAL+/Creative Europe) - The Phone of the Wind: Whispers to Lost Families - () (NHK) - Tempestad - () (Pimienta Films/Cactus Films/Terminal Films) |
| Melhor Série de Curta Duração | Melhor Programa de Entretenimento sem Roteiro |
| - Familie Braun - () (Polyphon/ZDF) - Ahi Afuera - () (Studio +/Iconoclast) - The Amazing Gayl Pile - () (LaRue Entertainment) - Crime Time - Hora de Perigo - () (Studio +/John Doe Productions/22H22)                                     | - Sorry voor alles - () (VRT/Warner Bros Television) - Escuela para Maridos - () (Fox Latin America/Fox Telecolombia) - Taskmaster - () (Avalon Television) - Fan Pan Tae Super Fan - () (TBC/Workpoint Entertainment)                                 |
| Melhor Programa Não Anglófono do Horário Nobre | |
| - Sr. Ávila - () (HBO Latin America/Lemon Films) - Hasta Que Te Conocí - () (Disney/Somos Producciones/BTF Media) - La Voz Kids - () (Telemundo) - Odisea de los Niños Migrantes - () (NatGeo/Fox Networks/Anima Films)                     | |

## Múltiplas vitórias
Por país
| N.º de vitórias | País        |
| --------------- | ----------- |
| 4               | Reino Unido |